# Château-Figeac
 (mars 2023).
L'article doit être relu — et modifié si nécessaire — par des contributeurs indépendants pour apporter un regard critique aux contributions effectuées en violation des conditions d'utilisation de Wikipédia, tant sur la forme (notamment concernant le style encyclopédique, la proportionnalité) que sur le fond (la neutralité de point de vue, la qualité et l'indépendance des sources).
Château-Figeac est un domaine viticole situé sur la commune de Saint-Émilion (Gironde). Il produit notamment le vin Château-Figeac, en appellation saint-émilion grand cru. Ce vin est reconnu comme « premier grand cru classé B » sans interruption depuis 1955, date du premier classement des vins de Saint-Émilion, et est promu « premier grand cru classé A » depuis le classement de 2022.

## Histoire

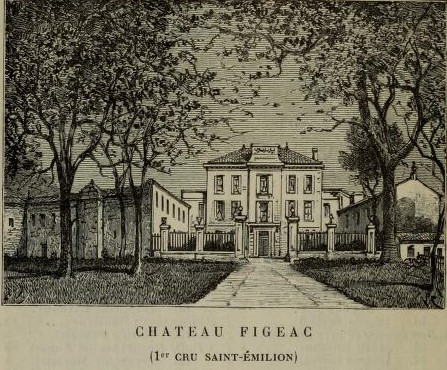
Château-Figeac en 1908.

Les plus anciennes traces de son histoire remontent à l'époque gallo-romaine, au IIe siècle, avec des vestiges des canalisations de pierre. Le nom du domaine proviendrait de celui de la famille « Figeacus » qui possédait une villa sur l'emplacement du château actuel. Le géographe Henri Enjalbert faisait le lien de ce nom avec celui de la commune de Figeac, dans le département du Lot.
Au XVe siècle, le domaine de Figeac est vendu par la famille de Lescours à la famille de Cazes (ou Decazes). Leur château de Figeac est incendié en 1586 lors des guerres de Religion, puis reconstruit. En 1654, la seigneurie passe dans la famille de Carles par le mariage de Marie de Cazes avec François de Carles.
En 1838, la veuve Carles-Trajet vend l'ensemble du domaine à un Parisien. Plusieurs propriétaires se succèdent durant le XIXe siècle, vendant progressivement des parcelles : le domaine passe d'un total de 130 hectares à seulement 54 actuellement. Certaines parcelles furent intégrées au château Cheval Blanc, d'autres formèrent des propriétés distinctes dont Château La Tour Figeac, Château La Tour du Pin Figeac (lui-même subdivisé en deux propriétés), Château Yon Figeac, Château La Graves Figeac et Château Petit-Figeac (ce dernier racheté en 2002 par le Château-Figeac).
Le château a subi au cours de son histoire guerres et incendies. Du Moyen Âge subsistent des portes et fenêtres dans l'aile droite du château ; de la Renaissance, où il a été reconstruit après l'incendie de 1586, les piliers de la grande cour, les ailes du château, la tour et quelques fenêtres à meneaux ; du XVIIIe siècle, la partie centrale du château et les piliers de la cour d'honneur ; de 1900, le prolongement de l'aile droite et la création de la terrasse. Le château de Figeac était une des cinq maisons nobles de Saint-Émilion. En 1892, Henriette Villepigue (née Chèvremont) achète le domaine avec sa dot; son petit-fils Thierry Manoncourt (en) effectue sa première vendange en 1943 puis prend la direction à partir de 1947. Thierry Manoncourt (1917-2010) fut un ingénieur agronome formé à l'INA ; connu pour être « l'homme aux soixante millésimes à son actif » comme l'a décrit la critique anglaise Jancis Robinson,, il a façonné la personnalité de ce vin très reconnaissable. Son gendre, le comte Éric d'Aramon, a pris le relais à partir de 1988 jusqu'en 2013.
En 1986, l'humoriste Pierre Desproges mentionna le vin de Château-Figeac dans un de ses sketches radiodiffusé, ce qui lui valut de recevoir en cadeau personnel de Thierry Manoncourt une caisse de ce vin :

« J'étais littéralement fou de cette femme. [...] J'étais au bord de dire des choses à l'eau de rose quand le sommelier est arrivé. J'avais commandé un Figeac 71, mon saint-émilion préféré. Introuvable. Sublime. Rouge et doré comme peu de couchers de Soleil. Profond comme un la mineur de contrebasse. Éclatant en orgasme au Soleil. Plus long en bouche qu'un final de Verdi. Un si grand vin que Dieu existe à sa seule vue. Elle a mis de l’eau dedans, je ne l'ai plus jamais aimée ! »

— Pierre Desproges, L'Aquaphile, 10 avril 1986.
Depuis 2013 le château, qui appartient toujours à la famille Manoncourt, est dirigé par Frédéric Faye, un ingénieur agronome, diplômé de Sciences Agro Bordeaux et par Jean-Valmy Nicolas, formé à HEC, cogérant et copropriétaire de Château La Conseillante à Pomerol. L'œnologue-conseil est Michel Rolland depuis 2013.

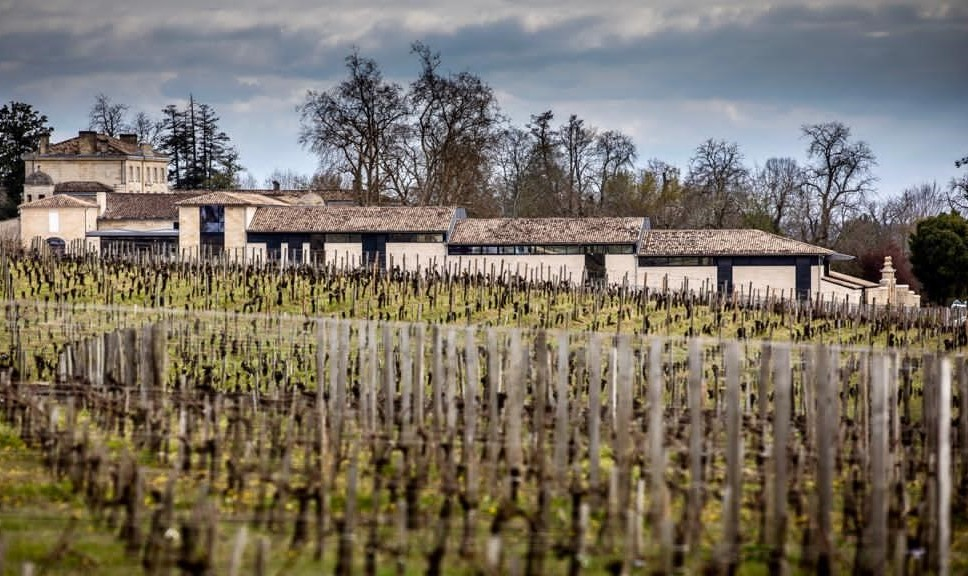
Château-Figeac en 2021.

Sous la supervision de Madame Manoncourt (épouse de Thierry Manoncourt) et de ses filles, Hortense Idoine Manoncourt et Blandine de Brier Manoncourt, la propriété apparait en plein essor,. Elle obtient des certifications environnementales (label HVE niveau 3, certification ISO 14001 à titre individuel), mène des projets avec des universités et voit la construction de nouveaux chais-cuviers-espaces d'accueil inaugurés en 2021,,,.
Le 8 septembre 2022, le classement décennal de Saint-Émilion est dévoilé par l'INAO et place Château-Figeac au premier rang de l'appellation, classé A,.

## Terroir

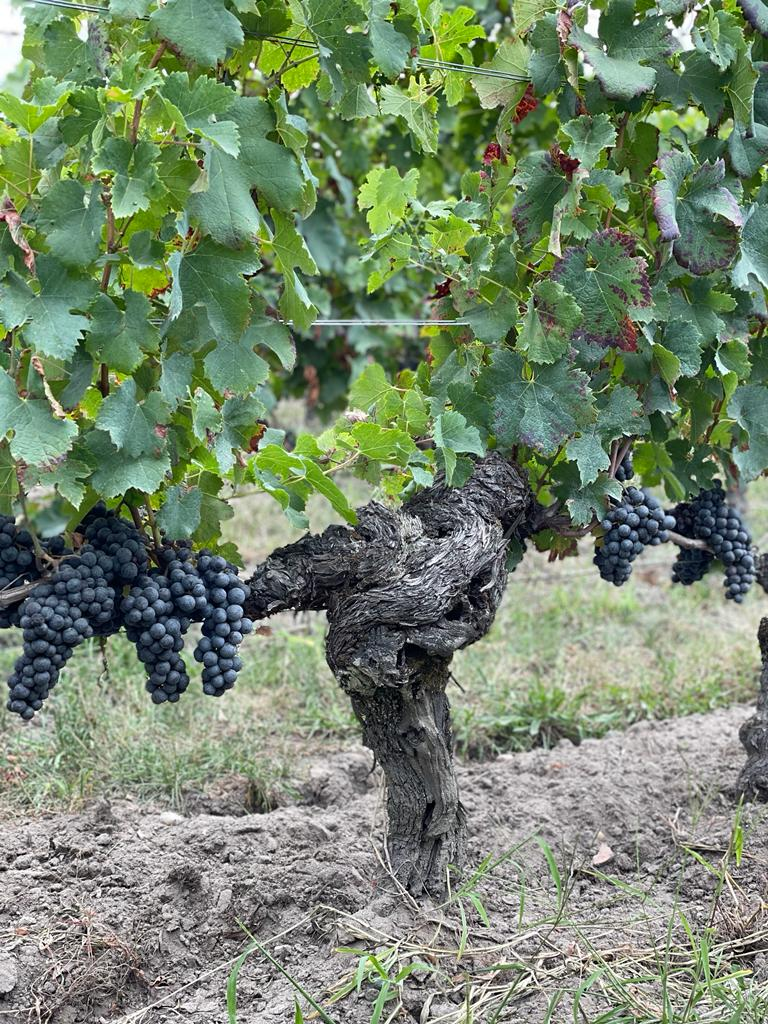
Pied de vigne de merlot de 100 ans à Château-Figeac.

Avec une surface de 54 hectares d'un seul tenant, dont 41 hectares de vignes, il s'agit de l'un des plus vastes domaines sur la commune de Saint-Émilion. Il se trouve en bordure de la commune voisine Pomerol, à trois kilomètres à l'ouest de la petite ville de Saint-Émilion.
Une des particularités des parcelles du Château-Figeac est d'avoir un sol majoritairement formé de « graves de feu » günziennes, profondes, sur des argiles bleues, formant trois collines caractéristiques, et de quelques parcelles de sables éoliens. Il diffère du reste du vignoble de Saint-Émilion, qui est calcaire, argilo-calcaire ou sablonneux selon les zones.
Sur ce sol, l'encépagement de Figeac est totalement atypique pour une appellation du Libournais, avec 35 % de cabernet sauvignon, 35 % de cabernet franc, et seulement 30 % de merlot, se rapprochant de l'encépagement d'un médoc (où les cabernets dominent) et s'éloignant de celui d'un saint-émilion (où le merlot est souvent majoritaire, complété par du cabernet franc). L'âge moyen des vignes est de 45 ans environ ; elles font l'objet d'une culture raisonnée respectueuse de l'environnement.

## Vins

### Grand vin

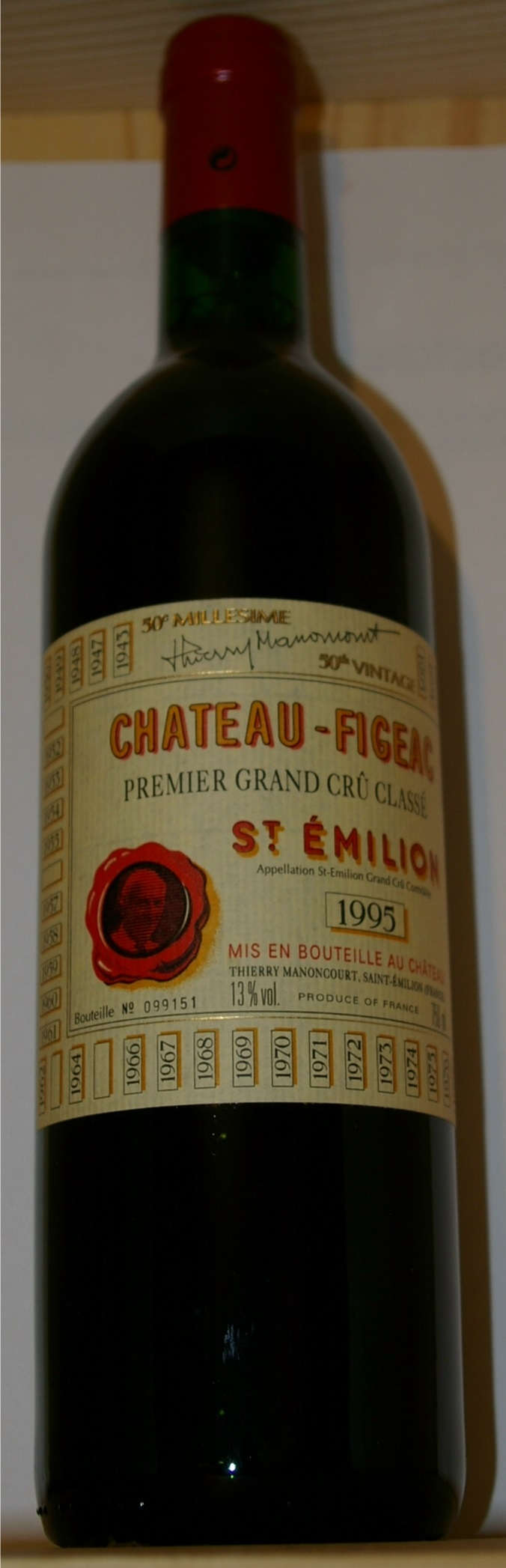
Une bouteille de Figeac 1995, le de Thierry Manoncourt.

Afin de produire son grand vin, Château-Figeac utilise des méthodes traditionnelles et des techniques de pointe dans la culture de la vigne, la vinification et l'élevage (analyse des sols par infrarouges, presse hydraulique verticale, tri optique des baies, macération préfermentaire à froid…).
Une partie des cuves utilisées pour les vinifications sont en bois et la macération se fait à chapeau immergé avec un collage aux blancs d'œuf.
Dans les chais, l'élevage se fait à 100 % en barriques neuves et dure de 18 à 20 mois. La mise en bouteilles se fait au château. Le vin est vendu aux négociants de Bordeaux en primeurs.

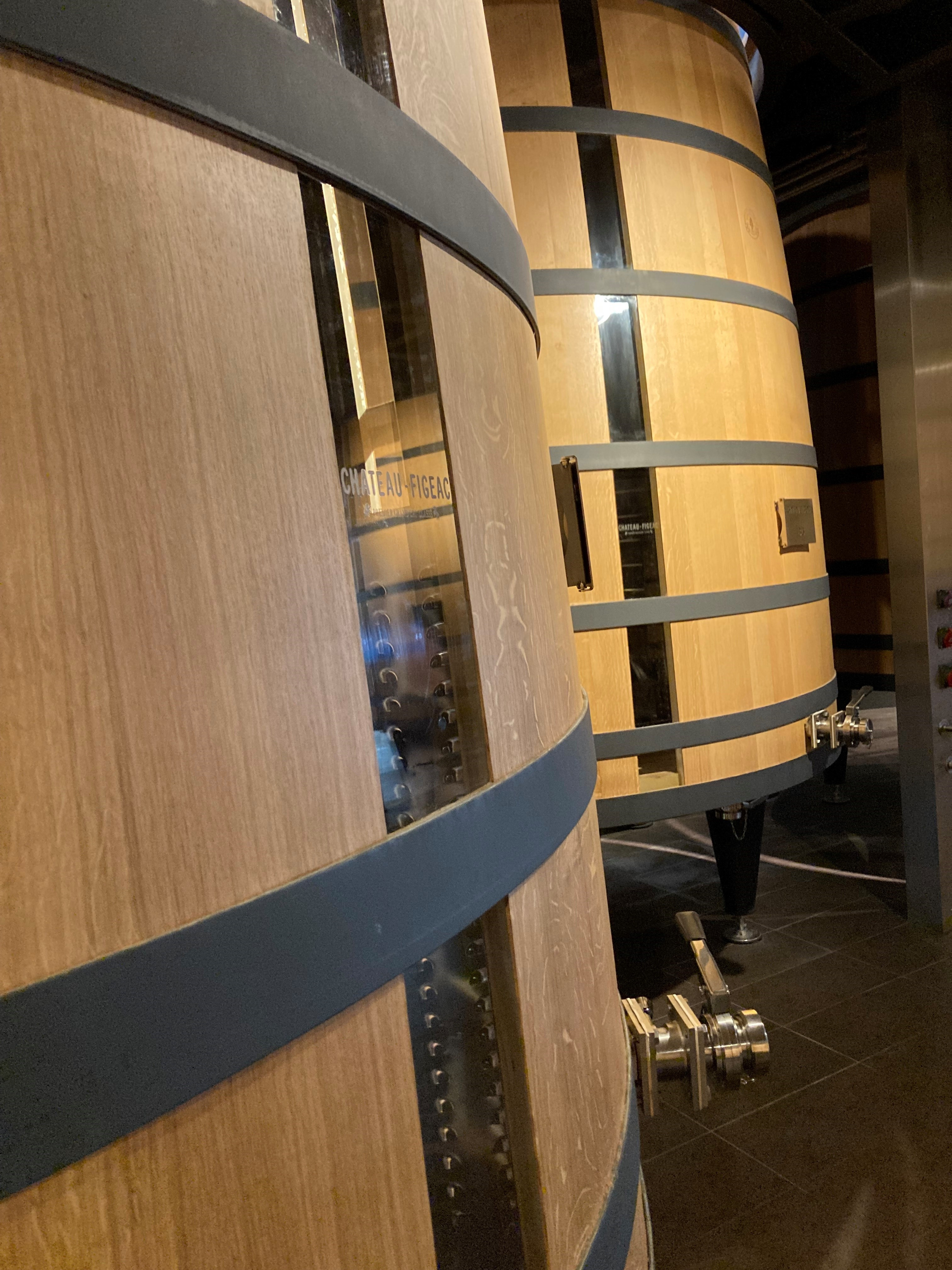
Les cuves servant à la vinification.
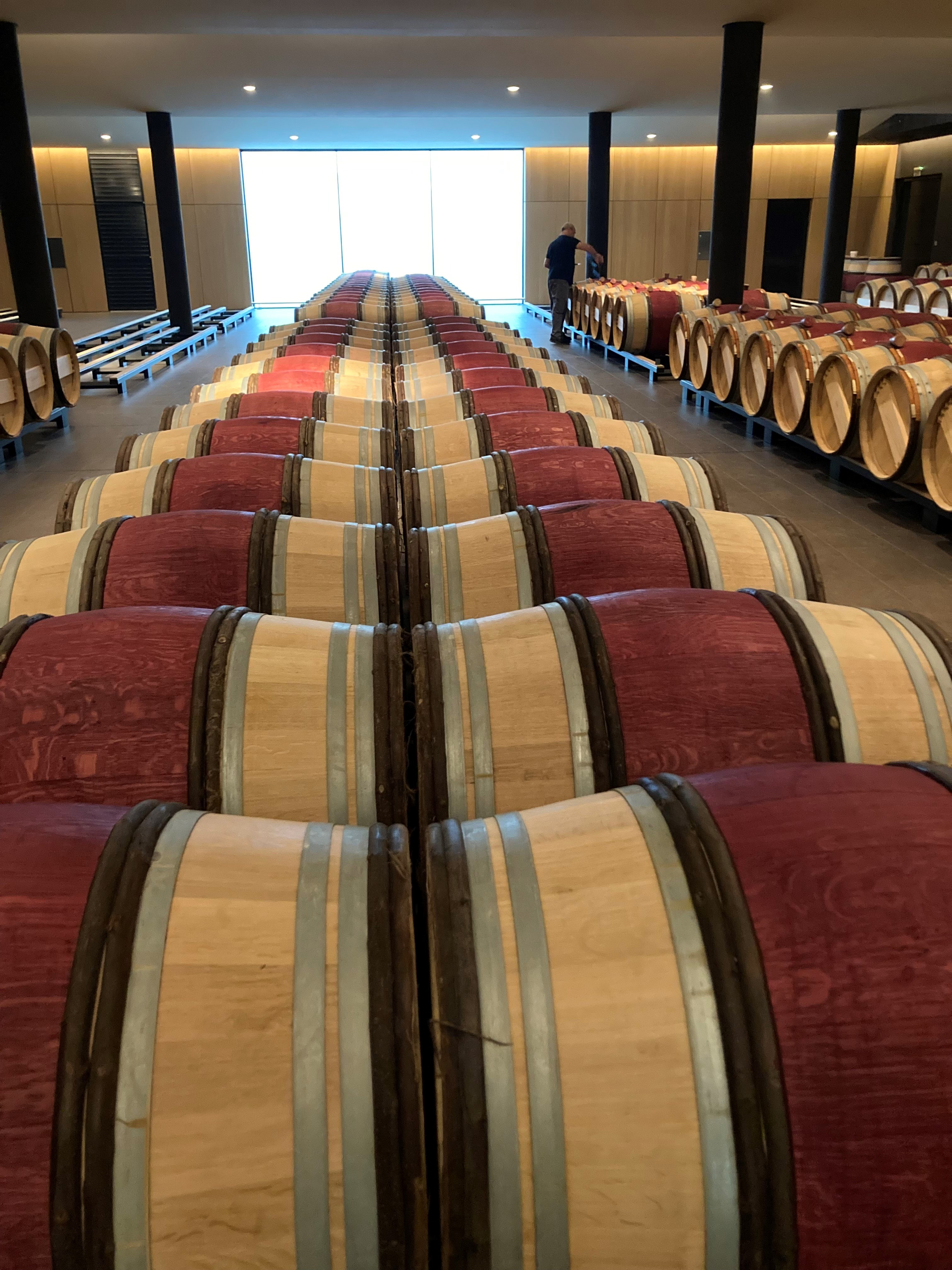
Les barriques servant à l'élevage.

Le vin de Château-Figeac obtient le rang de « premier grand cru classé B » lors du classement de Saint-Émilion de 1955. Ce classement est revu périodiquement ; le dernier en date, celui de 2022, distingue Château-Figeac « premier grand cru classé A » au sommet du Classements des vins de Saint-Émilion.

### Second vin
En plus de son grand vin, Château-Figeac, le domaine produit également un second vin, "Petit-Figeac". En 1945, Thierry Manoncourt développe le concept de « second vin » pour garantir la qualité constante du « grand vin ». Le second vin de Château-Figeac prend le nom d’une parcelle historique du domaine, "Petit-Figeac" Le « second vin » est produit par les mêmes équipes de Château-Figeac et il résulte d’une sélection particulière : un assemblage chaque année différent, réalisé au même moment que celui du grand vin. Il est conçu comme une introduction au grand vin, plus léger et moins ample. Son assemblage est donc différent de celui du « grand vin », mais il bénéficie d’un savoir faire identique : les méthodes de culture, d’élevage et la vinification, la mise en bouteille et le même œnologue.
Le domaine produit de 1945 à 2011 un second vin appelé « La Grange Neuve de Figeac » et depuis 2006, une cuvée spéciale appelée « Petit-Figeac ». À partir du millésime 2012, Petit-Figeac est devenu l'unique second vin de Figeac et il est vendu en primeurs.